# Agathodes dufayi
Agathodes dufayi is een vlinder uit de familie van de grasmotten (Crambidae), uit de onderfamilie van de Spilomelinae. De wetenschappelijke naam van deze soort is voor het eerst voorgesteld door Pierre-Claude Rougeot in een publicatie uit 1977. De spanwijdte van het mannetje bedraagt 41 millimeter.
De soort komt voor in Ethiopië.